# Divisione Nazionale A Gold 2013-2014
La Divisione Nazionale A Gold 2013-2014 (chiamata anche DNA Adecco Gold 2013-2014 per ragioni di sponsorizzazione) è stata la prima e ultima edizione del massimo livello dilettantistico del Campionato italiano di pallacanestro, dopo la riforma avvenuta nell'estate 2013, prima dell'accorpamento con la Divisione Nazionale A Silver.
Il torneo è stato vinto dall'Aquila Basket Trento che, battendo nella serie finale dei Playoff la Upea Capo d'Orlando, ha conquistato sul campo la storica, prima promozione in Serie A. Al termine della Regular Season è retrocessa in Serie A2 Silver l'Aget Imola, mentre la Credito di Romagna Forlì (retrocessa sul campo) è stata ripescata in virtù del fallimento della Montepaschi Siena in Serie A e il conseguente ripescaggio nella massima serie della Upea Capo d'Orlando.

## Regolamento

### Formula
Al campionato prendono parte 16 squadre in un girone unico, ovvero: Biella, retrocessa dalla Serie A 2012-2013; 12 squadre salve dopo la Legadue 2012-2013; PMS Torino, promossa dopo la Divisione Nazionale A 2012-2013. A queste si aggiungono la Pallacanestro Trapani e la Azzurro Napoli Basket 2013, che hanno acquisito i titoli sportivi rispettivamente di Scafati e Biancoblù Basket Bologna.
Il campionato prevede la promozione in Serie A dopo i playoff, a cui prendono parte le prime 7 classificate, insieme alla prima classificata del campionato Silver. Gli accoppiamenti dei playoff sono: 1 Gold-1 Silver, 4 Gold-5 Gold, 2 Gold-7 Gold, 3 Gold-6 Gold. Tutti i tre turni (quarti, semifinali, finale) si giocano al meglio delle 5 partite. Non sono previsti playout: le ultime due classificate retrocedono direttamente proprio nel girone Silver.
Al termine del girone di andata, le squadre classificate dal 1º al 4º posto hanno accesso (unitamente alle prime 2 classificate del campionato di Divisione Nazionale A Silver) alla Final Six di Coppa Italia Gold-Silver in programma a Rimini dal 7 al 9 marzo 2014.

## Stagione regolare

### Classifica
|  |     | Classifica stagione regolare | PT | G  | V  | P  | PF   | PS   | Diff |
|  | --- | ---------------------------- | -- | -- | -- | -- | ---- | ---- | ---- |
|  | 1.  | Aquila Basket Trento         | 44 | 30 | 22 | 8  | 2363 | 2145 | +218 |
|  | 2.  | Upea Capo d'Orlando          | 42 | 30 | 21 | 9  | 2379 | 2245 | +134 |
|  | 3.  | Tezenis Verona               | 40 | 30 | 20 | 10 | 2388 | 2220 | +168 |
|  | 4.  | Angelico Biella              | 38 | 30 | 19 | 11 | 2419 | 2254 | +165 |
|  | 5.  | Manital Torino               | 38 | 30 | 19 | 11 | 2409 | 2312 | +97  |
|  | 6.  | GZC Veroli                   | 34 | 30 | 17 | 13 | 2257 | 2095 | +162 |
|  | 7.  | Sigma Barcellona             | 34 | 30 | 17 | 13 | 2421 | 2294 | +127 |
|  | 8.  | Centrale del Latte Brescia   | 32 | 30 | 16 | 14 | 2353 | 2339 | +14  |
|  | 9.  | FMC Ferentino                | 30 | 30 | 15 | 15 | 2373 | 2348 | +25  |
|  | 10. | Expert Napoli                | 28 | 30 | 14 | 16 | 2286 | 2298 | -12  |
|  | 11. | Lighthouse Trapani           | 28 | 30 | 14 | 16 | 2315 | 2363 | -48  |
|  | 12. | Novipiù Casale Monferrato    | 26 | 30 | 13 | 17 | 2096 | 2093 | +3   |
|  | 13. | Fileni BPA Jesi              | 24 | 30 | 12 | 18 | 2303 | 2405 | -102 |
|  | 14. | Pallacanestro Trieste 2004   | 22 | 30 | 11 | 19 | 2216 | 2386 | -170 |
|  | 15. | Credito di Romagna Forlì     | 16 | 30 | 9  | 21 | 2184 | 2294 | -110 |
|  | 16. | Aget Imola                   | 2  | 30 | 1  | 29 | 1959 | 2630 | -671 |

### Risultati
| Risultati                  | BAR    | BIE   | BRE    | CAP   | CAS   | FER    | FOR   | IMO    | JES    | NAP   | TOR    | TRA    | TRE   | TRI   | VRN   | VRL    |
| -------------------------- | ------ | ----- | ------ | ----- | ----- | ------ | ----- | ------ | ------ | ----- | ------ | ------ | ----- | ----- | ----- | ------ |
| Sigma Barcellona           |        | 99-90 | 87-63  | 79-84 | 75-69 | 89-84  | 70-66 | 97-62  | 76-70  | 79-70 | 69-76  | 77-70  | 76-78 | 90-48 | 92-85 | 82-95  |
| Angelico Biella            | 86-73  |       | 86-63  | 82-93 | 79-52 | 88-75  | 85-77 | 98-63  | 112-70 | 76-73 | 81-61  | 104-85 | 76-74 | 89-75 | 79-88 | 71-83  |
| Centrale del Latte Brescia | 74-70  | 92-88 |        | 85-83 | 89-91 | 75-90  | 94-75 | 83-45  | 75-73  | 68-76 | 87-85  | 77-75  | 70-71 | 81-79 | 71-73 | 70-61  |
| Upea Capo d'Orlando        | 74-62  | 65-74 | 97-90  |       | 66-64 | 68-66  | 75-67 | 105-66 | 78-77  | 85-75 | 78-73  | 72-55  | 85-83 | 80-83 | 64-63 | 75-59  |
| Novipiù Casale Monferrato  | 69-76  | 67-75 | 83-77  | 70-59 |       | 74-62  | 65-45 | 97-59  | 86-76  | 79-58 | 63-70  | 60-62  | 75-62 | 73-67 | 73-64 | 58-62  |
| FMC Ferentino              | 105-87 | 72-73 | 72-74  | 78-76 | 77-62 |        | 86-65 | 101-77 | 93-78  | 67-88 | 85-89  | 75-55  | 64-95 | 84-89 | 83-81 | 71-64  |
| Credito di Romagna Forlì   | 72-93  | 67-69 | 87-101 | 71-79 | 84-74 | 91-78  |       | 86-58  | 71-61  | 71-57 | 63-70  | 82-74  | 55-59 | 90-89 | 62-67 | 81-79  |
| Aget Imola                 | 60-81  | 57-91 | 61-95  | 72-84 | 74-63 | 73-90  | 66-68 |        | 65-87  | 70-83 | 70-80  | 51-71  | 67-69 | 86-90 | 76-83 | 50-106 |
| Fileni BPA Jesi            | 87-91  | 79-63 | 95-93  | 78-87 | 75-77 | 88-76  | 61-60 | 95-65  |        | 73-64 | 85-75  | 94-88  | 87-84 | 80-78 | 74-87 | 70-69  |
| Expert Napoli              | 78-86  | 85-75 | 80-86  | 92-88 | 73-68 | 101-87 | 74-73 | 85-55  | 91-86  |       | 80-90  | 85-74  | 57-70 | 85-81 | 68-82 | 69-64  |
| Manital Torino             | 86-76  | 90-83 | 82-79  | 76-82 | 58-57 | 84-77  | 99-94 | 91-73  | 74-67  | 74-73 |        | 91-78  | 69-70 | 84-85 | 89-67 | 86-71  |
| Lighthouse Trapani         | 76-93  | 80-62 | 81-76  | 89-85 | 77-73 | 79-84  | 94-77 | 78-57  | 77-65  | 82-75 | 102-96 |        | 79-81 | 87-80 | 79-88 | 83-77  |
| Aquila Basket Trento       | 80-70  | 80-70 | 72-77  | 82-64 | 83-67 | 65-66  | 89-76 | 97-79  | 94-70  | 91-86 | 82-67  | 82-61  |       | 83-68 | 76-70 | 68-66  |
| Pallacanestro Trieste 2004 | 79-76  | 69-78 | 58-74  | 74-84 | 62-66 | 66-71  | 78-75 | 89-59  | 72-66  | 75-84 | 77-76  | 81-74  | 57-91 |       | 79-77 | 62-74  |
| Tezenis Verona             | 78-77  | 59-72 | 90-61  | 86-82 | 70-53 | 81-79  | 74-71 | 107-67 | 87-70  | 86-74 | 85-96  | 90-68  | 96-80 | 80-61 |       | 83-71  |
| GZC Veroli                 | 80-73  | 88-64 | 73-53  | 74-82 | 77-68 | 71-75  | 76-60 | 80-76  | 97-66  | 57-47 | 73-72  | 73-82  | 75-72 | 89-65 | 73-61 |        |

### Calendario
| Prima giornata |                        |          |
| 06-10-13       |                        | 12-01-14 |
| 71-83          | Biella-Veroli          | 64-88    |
| 85-83          | Brescia-Capo d'Orlando | 90-97    |
| 69-76          | Casale-Barcellona      | 69-75    |
| 85-89          | Ferentino-Torino       | 77-84    |
| 74-87          | Jesi-Verona            | 70-87    |
| 74-73          | Napoli-Forlì           | 57-71    |
| 78-57          | Trapani-Imola          | 71-51    |
| 57-91          | Trieste-Trento         | 68-83    |

| Quarta giornata |                          |          |
| 27-10-13        |                          | 02-02-14 |
| 77-70           | Barcellona-Trapani       | 93-76    |
| 76-73           | Biella-Napoli            | 75-85    |
| 68-66           | Capo d'Orlando-Ferentino | 76-78    |
| 55-59           | Forlì-Trento             | 76-89    |
| 74-63           | Imola-Casale             | 59-97    |
| 80-78           | Jesi-Trieste             | 66-72    |
| 73-53           | Veroli-Brescia           | 61-70    |
| 85-96           | Verona-Torino            | 67-89    |

| Settima giornata |                       |          |
| 10-11-13         |                       | 16-02-14 |
| 97-62            | Barcellona-Imola      | 81-60    |
| 92-88            | Brescia-Biella        | 63-86    |
| 86-76            | Casale-Jesi           | 77-75    |
| 71-64            | Ferentino-Veroli      | 75-71    |
| 76-82            | Torino-Capo d'Orlando | 73-78    |
| 87-80            | Trapani-Trieste       | 74-81    |
| 91-86            | Trento-Napoli         | 70-57    |
| 74-71            | Verona-Forlì          | 67-62    |

| Decima giornata |                       |          |
| 01-12-13        |                       | 16-03-13 |
| 89-91           | Brescia-Casale        | 77-83    |
| 66-68           | Imola-Forlì           | 58-86    |
| 79-63           | Jesi-Biella           | 70-112   |
| 68-82           | Napoli-Verona         | 74-86    |
| 79-84           | Trapani-Ferentino     | 55-75    |
| 82-67           | Trento-Torino         | 70-69    |
| 79-76           | Trieste-Barcellona    | 48-90    |
| 74-82           | Veroli-Capo d'Orlando | 59-75    |

| Tredicesima giornata |                        |          |
| 22-12-13             |                        | 06-04-14 |
| 69-76                | Barcellona-Torino      | 76-86    |
| 85-77                | Biella-Forlì           | 69-67    |
| 71-73                | Brescia-Verona         | 61-90    |
| 72-55                | Capo d'Orlando-Trapani | 85-89    |
| 75-62                | Casale-Trento          | 67-83    |
| 67-88                | Ferentino-Napoli       | 87-101   |
| 95-65                | Jesi-Imola             | 87-65    |
| 62-74                | Trieste-Veroli         | 65-89    |

| Seconda giornata |                       |          |
| 13-10-13         |                       | 19-01-14 |
| 72-77            | Trento-Brescia        | 71-70    |
| 74-67            | Torino-Jesi           | 75-85    |
| 82-74            | Forlì-Trapani         | 77-94    |
| 57-47            | Veroli-Napoli         | 64-69    |
| 86-90            | Imola-Trieste         | 59-89    |
| 70-53            | Verona-Casale         | 64-73    |
| 65-74            | Capo d'Orlando-Biella | 93-82    |
| 89-84            | Barcellona-Ferentino  | 87-105   |

| Quinta giornata |                           |          |
| 31-10-13        |                           | 06-02-14 |
| 75-73           | Brescia-Jesi              | 93-95    |
| 76-70           | Trento-Verona             | 80-96    |
| 99-94           | Torino-Forlì              | 70-63    |
| 58-62           | Casale-Veroli             | 68-77    |
| 82-75           | Trapani-Napoli            | 74-85    |
| 101-77          | Ferentino-Imola           | 90-73    |
| 69-78           | Trieste-Biella            | 75-89    |
| 79-84           | Barcellona-Capo d'Orlando | 62-74    |

| Ottava giornata |                      |          |
| 17-11-13        |                      | 23-02-14 |
| 81-76           | Trapani-Brescia      | 75-77    |
| 71-79           | Forlì-Capo d'Orlando | 67-75    |
| 73-61           | Veroli-Verona        | 71-83    |
| 67-69           | Imola-Trento         | 79-97    |
| 87-91           | Jesi-Barcellona      | 70-76    |
| 79-52           | Biella-Casale        | 75-67    |
| 80-90           | Napoli-Torino        | 73-74    |
| 66-71           | Trieste-Ferentino    | 89-84    |

| Undicesima giornata |                        |          |
| 08-12-13            |                        | 23-03-14 |
| 68-76               | Brescia-Napoli         | 86-80    |
| 86-71               | Torino-Veroli          | 72-73    |
| 65-45               | Casale-Forlì           | 74-84    |
| 90-68               | Verona-Trapani         | 88-79    |
| 93-78               | Ferentino-Jesi         | 76-88    |
| 98-63               | Biella-Imola           | 91-57    |
| 80-83               | Capo d'Orlando-Trieste | 84-74    |
| 76-78               | Barcellona-Trento      | 70-80    |

| Quattordicesima giornata |                     |          |
| 29-12-13                 |                     | 13-04-14 |
| 82-61                    | Trento-Trapani      | 81-79    |
| 82-79                    | Torino-Brescia      | 85-87    |
| 74-62                    | Casale-Ferentino    | 62-77    |
| 90-89                    | Forlì-Trieste       | 75-78    |
| 80-76                    | Veroli-Imola        | 106-50   |
| 59-72                    | Verona-Biella       | 88-79    |
| 78-86                    | Napoli-Barcellona   | 70-79    |
| 78-77                    | Capo d'Orlando-Jesi | 87-78    |

| Terza giornata |                       |          |
| 20-10-13       |                       | 26-01-14 |
| 74-70          | Brescia-Barcellona    | 63-87    |
| 70-59          | Casale-Capo d'Orlando | 64-66    |
| 83-77          | Trapani-Veroli        | 82-73    |
| 61-60          | Jesi-Forlì            | 61-71    |
| 64-95          | Ferentino-Trento      | 66-65    |
| 81-61          | Biella-Torino         | 83-90    |
| 85-55          | Napoli-Imola          | 83-70    |
| 79-77          | Trieste-Verona        | 61-80    |

| Sesta giornata |                       |          |
| 03-11-13       |                       | 09-02-14 |
| 88-75          | Biella-Ferentino      | 73-72    |
| 64-63          | Capo d'Orlando-Verona | 82-86    |
| 70-80          | Imola-Torino          | 73-91    |
| 94-88          | Jesi-Trapani          | 65-77    |
| 72-93          | Forlì-Barcellona      | 66-70    |
| 73-68          | Napoli-Casale         | 58-79    |
| 58-74          | Trieste-Brescia       | 79-81    |
| 75-72          | Veroli-Trento         | 66-68    |

| Nona giornata |                       |          |
| 24-11-13      |                       | 02-03-14 |
| 94-70         | Trento-Jesi           | 84-87    |
| 84-85         | Torino-Trieste        | 76-77    |
| 60-62         | Casale-Trapani        | 73-77    |
| 81-79         | Forlì-Veroli          | 60-76    |
| 107-67        | Verona-Imola          | 83-76    |
| 72-74         | Ferentino-Brescia     | 90-75    |
| 85-75         | Capo d'Orlando-Napoli | 88-92    |
| 99-90         | Barcellona-Biella     | 73-86    |

| Dodicesima giornata |                       |          |
| 15-12-13            |                       | 30-03-14 |
| 82-64               | Trento-Capo d'Orlando | 83-85    |
| 58-57               | Torino-Casale         | 70-63    |
| 80-62               | Trapani-Biella        | 85-104   |
| 91-78               | Forlì-Ferentino       | 65-86    |
| 97-66               | Veroli-Jesi           | 69-70    |
| 61-95               | Imola-Brescia         | 45-83    |
| 78-77               | Verona-Barcellona     | 85-92    |
| 85-81               | Napoli-Trieste        | 84-75    |

| Quindicesima giornata |                      |          |
| 05-01-14              |                      | 27-04-14 |
| 94-75                 | Brescia-Forlì        | 101-87   |
| 102-96                | Trapani-Torino       | 78-91    |
| 72-84                 | Imola-Capo d'Orlando | 66-105   |
| 73-64                 | Jesi-Napoli          | 86-91    |
| 83-81                 | Ferentino-Verona     | 79-81    |
| 76-74                 | Biella-Trento        | 70-80    |
| 62-66                 | Trieste-Casale       | 67-73    |
| 82-95                 | Barcellona-Veroli    | 73-80    |

## Play-off

### Tabellone
|  | Quarti di finale | Quarti di finale     | Quarti di finale     | Quarti di finale     | Quarti di finale | Quarti di finale | Quarti di finale |  |  | Semifinali | Semifinali           | Semifinali          | Semifinali          | Semifinali          | Semifinali          | Semifinali |    |    | Finale               | Finale               | Finale               | Finale               | Finale | Finale | Finale |  |
|  |                  |                      |                      |                      |                  |                  |                  |  |  |            |                      |                     |                     |                     |                     |            |    |    |                      |                      |                      |                      |        |        |        |  |
|  | 1                | Aquila Basket Trento | Aquila Basket Trento | Aquila Basket Trento | 78               | 69               | 79               |  |  |            |                      |                     |                     |                     |                     |            |    |    |                      |                      |                      |                      |        |        |        |  |
|  | 1S               | Moncada Agrigento    | Moncada Agrigento    | Moncada Agrigento    | 58               | 61               | 73               |  |  | 1          | Aquila Basket Trento | 42                  | 79                  | 71                  | 85                  | 69         |    |    |                      |                      |                      |                      |        |        |        |  |
|  | 4                | Angelico Biella      | Angelico Biella      | 95                   | 70               | 73               | 79               |  |  | 5          | Manital Torino       | 60                  | 66                  | 83                  | 82                  | 67         |    |    |                      |                      |                      |                      |        |        |        |  |
|  | 5                | Manital Torino       | Manital Torino       | 90                   | 85               | 89               | 84               |  |  |            |                      |                     |                     |                     |                     |            |    |    | Aquila Basket Trento | Aquila Basket Trento | Aquila Basket Trento | Aquila Basket Trento | 91     | 74     | 90     |  |
|  | 2                | Upea Capo d'Orlando  | Upea Capo d'Orlando  | 82                   | 66               | 80               | 78               |  |  |            |                      | Upea Capo d'Orlando | Upea Capo d'Orlando | Upea Capo d'Orlando | Upea Capo d'Orlando | 78         | 69 | 75 |                      |                      |                      |                      |        |        |        |  |
|  | 7                | Sigma Barcellona     | Sigma Barcellona     | 60                   | 54               | 83               | 74               |  |  | 2          | Upea Capo d'Orlando  | Upea Capo d'Orlando | 84                  | 75                  | 89                  | 73         |    |    |                      |                      |                      |                      |        |        |        |  |
|  | 3                | Tezenis Verona       | 72                   | 94                   | 66               | 71               | 95               |  |  | 3          | Tezenis Verona       | Tezenis Verona      | 82                  | 59                  | 99                  | 55         |    |    |                      |                      |                      |                      |        |        |        |  |
|  | 6                | GZC Veroli           | 77                   | 63                   | 67               | 66               | 89               |  |  |            |                      |                     |                     |                     |                     |            |    |    |                      |                      |                      |                      |        |        |        |  |

### Quarti di finale
Ogni serie è al meglio delle 5 partite. L'ordine delle partite è: gara-1, gara-2 ed eventuale gara-5 in casa della meglio classificata; gara-3 ed eventuale gara-4 in casa della peggior classificata.

#### Trento - Agrigento
| Trento 3 maggio 2014, ore 20:30 UTC+2                                                                            | Aquila Basket Trento | 78 – 58 (24-17, 44-36, 66-46) referto | Moncada Agrigento | PalaTrento (2.200 spett.) |
| Triche 21 Punti 13 Mian 3 giocatori 4 Assist 2 De Laurentiis , Di Viccaro Baldi Rossi 11 Rimbalzi 8 Chiarastella |                      |                                       |                   |                           |
| |                      |                                       |                   |                           |
| Triche 21 | Punti                | 13 Mian                               |                   |                           |
| 3 giocatori 4 | Assist               | 2 De Laurentiis, Di Viccaro           |                   |                           |
| Baldi Rossi 11                                                                                                   | Rimbalzi             | 8 Chiarastella                        |                   |                           |

| Trento 5 maggio 2014, ore 20:30 UTC+2                                                                    | Aquila Basket Trento | 69 – 61 (18-15, 30-28, 52-44) referto | Moncada Agrigento | PalaTrento (1.350 spett.) |
| Spanghero 18 Punti 18 Mian , Vaughn Triche 5 Assist 4 Piazza , Vaughn Pascolo 14 Rimbalzi 7 Chiarastella |                      |                                       |                   |                           |
| |                      |                                       |                   |                           |
| Spanghero 18                                                                                             | Punti                | 18 Mian, Vaughn                       |                   |                           |
| Triche 5                                                                                                 | Assist               | 4 Piazza, Vaughn                      |                   |                           |
| Pascolo 14                                                                                               | Rimbalzi             | 7 Chiarastella                        |                   |                           |

| Porto Empedocle 8 maggio 2014, ore 20:30 UTC+2                                      | Moncada Agrigento | 73 – 79 (17-18, 38-36, 53-56) referto | Aquila Basket Trento | PalaMoncada (1.796 spett.) |
| Vaughn 27 Punti 19 Pascolo Anello 4 Assist 6 Pascolo Mocavero 7 Rimbalzi 14 Pascolo |                   |                                       |                      |                            |
|                                                                                     |                   |                                       |                      |                            |
| Vaughn 27                                                                           | Punti             | 19 Pascolo                            |                      |                            |
| Anello 4                                                                            | Assist            | 6 Pascolo                             |                      |                            |
| Mocavero 7                                                                          | Rimbalzi          | 14 Pascolo                            |                      |                            |

#### Biella - Torino
| Biella 4 maggio 2014, ore 18:00 UTC+2                                                          | Angelico Biella | 95 – 90 (25-25, 50-47, 77-71) referto | Manital Torino | Biella Forum (3.348 spett.) |
| Voskuil 30 Punti 24 Amoroso Voskuil 4 Assist 5 Bowers , Steele Hollis 8 Rimbalzi 11 Mancinelli |                 |                                       |                |                             |
|                                                                                                |                 |                                       |                |                             |
| Voskuil 30                                                                                     | Punti           | 24 Amoroso                            |                |                             |
| Voskuil 4                                                                                      | Assist          | 5 Bowers, Steele                      |                |                             |
| Hollis 8                                                                                       | Rimbalzi        | 11 Mancinelli                         |                |                             |

| Biella 6 maggio 2014, ore 20:30 UTC+2                                                | Angelico Biella | 70 – 85 (17-26, 37-41, 49-69) referto | Manital Torino | Biella Forum (3.002 spett.) |
| Voskuil 15 Punti 21 Amoroso Berti 11 Assist 5 Bowers Hollis 8 Rimbalzi 11 Mancinelli |                 |                                       |                |                             |
|                                                                                      |                 |                                       |                |                             |
| Voskuil 15                                                                           | Punti           | 21 Amoroso                            |                |                             |
| Berti 11                                                                             | Assist          | 5 Bowers                              |                |                             |
| Hollis 8                                                                             | Rimbalzi        | 11 Mancinelli                         |                |                             |

| Torino 9 maggio 2014, ore 20:30 UTC+2                                                       | Manital Torino | 89 – 73 (21-13, 46-35, 64-58) referto | Angelico Biella | PalaRuffini (3.921 spett.) |
| Bowers 20 Punti 27 Voskuil Bowers 6 Assist 6 Voskuil Amoroso 8 Rimbalzi 8 Hollis , Lombardi |                |                                       |                 |                            |
|                                                                                             |                |                                       |                 |                            |
| Bowers 20                                                                                   | Punti          | 27 Voskuil                            |                 |                            |
| Bowers 6                                                                                    | Assist         | 6 Voskuil                             |                 |                            |
| Amoroso 8                                                                                   | Rimbalzi       | 8 Hollis, Lombardi                    |                 |                            |

| Torino 11 maggio 2014, ore 18:00 UTC+2                                                   | Manital Torino | 84 – 79 (17-25, 37-40, 54-65) referto | Angelico Biella | PalaRuffini (3.514 spett.) |
| Evangelisti 24 Punti 32 Hollis 4 giocatori 4 Assist 6 Berti Sandri 9 Rimbalzi 10 Voskuil |                |                                       |                 |                            |
|                                                                                          |                |                                       |                 |                            |
| Evangelisti 24                                                                           | Punti          | 32 Hollis                             |                 |                            |
| 4 giocatori 4                                                                            | Assist         | 6 Berti                               |                 |                            |
| Sandri 9                                                                                 | Rimbalzi       | 10 Voskuil                            |                 |                            |

#### Capo d'Orlando - Barcellona
| Capo d'Orlando 4 maggio 2014, ore 18:00 UTC+2                                         | Upea Capo d'Orlando | 82 – 60 (23-17, 42-38, 62-48) referto | Sigma Barcellona | PalaFantozzi (3.613 spett.) |
| Mays 20 Punti 16 Young Mays 6 Assist 9 Collins Benevelli 7 Rimbalzi 5 Fantoni , Young |                     |                                       |                  |                             |
|                                                                                       |                     |                                       |                  |                             |
| Mays 20                                                                               | Punti               | 16 Young                              |                  |                             |
| Mays 6                                                                                | Assist              | 9 Collins                             |                  |                             |
| Benevelli 7                                                                           | Rimbalzi            | 5 Fantoni, Young                      |                  |                             |

| Capo d'Orlando 6 maggio 2014, ore 21:15 UTC+2 | Upea Capo d'Orlando | 66 – 54 (17-14, 25-34, 49-43) referto | Sigma Barcellona | PalaFantozzi (3.613 spett.) |

| Barcellona Pozzo di Gotto 9 maggio 2014, ore 21:15 UTC+2 | Sigma Barcellona | 83 – 80 (23-22, 41-46, 56-59) referto | Upea Capo d'Orlando | PalAlberti (3.109 spett.) |

| Barcellona Pozzo di Gotto 11 maggio 2014, ore 18:00 UTC+2 | Sigma Barcellona | 74 – 78 (20-19, 35-31, 56-48) referto | Upea Capo d'Orlando | PalAlberti (3.289 spett.) |

#### Verona - Veroli
| Verona 4 maggio 2014, ore 18:30 UTC+2                                                        | Tezenis Verona | 72 – 77 (12-19, 32-31, 51-48) referto | GZC Veroli | PalaOlimpia (4.129 spett.) |
| Smith 25 Punti 24 Sanders Smith 3 Assist 6 Sanders Callahan , Taylor 9 Rimbalzi 12 Cittadini |                |                                       |            |                            |
|                                                                                              |                |                                       |            |                            |
| Smith 25                                                                                     | Punti          | 24 Sanders                            |            |                            |
| Smith 3                                                                                      | Assist         | 6 Sanders                             |            |                            |
| Callahan, Taylor 9                                                                           | Rimbalzi       | 12 Cittadini                          |            |                            |

| Verona 6 maggio 2014, ore 20:45 UTC+2 | Tezenis Verona | 94 – 63 (18-17, 39-37, 61-52) referto | GZC Veroli | PalaOlimpia |

| Frosinone 9 maggio 2014, ore 21:00 UTC+2 | GZC Veroli | 67 – 66 (17-16, 28-30, 48-52) referto | Tezenis Verona | PalaFrosinone (2.350 spett.) |

| Frosinone 11 maggio 2014, ore 18:00 UTC+2 | GZC Veroli | 66 – 71 (d.1 t.s.) (19-21, 34-29, 50-47, 58-58) referto | Tezenis Verona | PalaFrosinone (2.500 spett.) |

| Verona 14 maggio 2014, ore 20:45 UTC+2 | Tezenis Verona | 95 – 89 (d.1 t.s.) (16-21, 35-37, 63-59, 79-79) referto | GZC Veroli | PalaOlimpia (4.207 spett.) |

### Semifinali
Ogni serie è al meglio delle 5 partite. L'ordine delle partite è: gara-1, gara-2 ed eventuale gara-5 in casa della meglio classificata; gara-3 ed eventuale gara-4 in casa della peggior classificata.

#### Trento - Torino
| Trento 17 maggio 2014, ore 20:30 UTC+2                                                    | Aquila Basket Trento | 42 – 60 (10-19, 24-33, 30-48) referto | Manital Torino | PalaTrento (2.681 spett.) |
| Triche 13 Punti 18 Amoroso Forray 5 Assist 5 Mancinelli Pascolo 11 Rimbalzi 18 Mancinelli |                      |                                       |                |                           |
|                                                                                           |                      |                                       |                |                           |
| Triche 13                                                                                 | Punti                | 18 Amoroso                            |                |                           |
| Forray 5                                                                                  | Assist               | 5 Mancinelli                          |                |                           |
| Pascolo 11                                                                                | Rimbalzi             | 18 Mancinelli                         |                |                           |

| Trento 19 maggio 2014, ore 20:30 UTC+2                                                                   | Aquila Basket Trento | 79 – 66 (31-16, 47-33, 59-49) referto | Manital Torino | PalaTrento (2.280 spett.) |
| Baldi Rossi 17 Punti 19 Mancinelli Forray , Triche 5 Assist 4 Bowers Baldi Rossi 9 Rimbalzi 7 Mancinelli |                      |                                       |                |                           |
| |                      |                                       |                |                           |
| Baldi Rossi 17                                                                                           | Punti                | 19 Mancinelli                         |                |                           |
| Forray, Triche 5                                                                                         | Assist               | 4 Bowers                              |                |                           |
| Baldi Rossi 9                                                                                            | Rimbalzi             | 7 Mancinelli                          |                |                           |

| Torino 23 maggio 2014, ore 20:30 UTC+2                                                       | Manital Torino | 83 – 71 (13-15, 38-32, 64-48) referto | Aquila Basket Trento | PalaRuffini (4.512 spett.) |
| Mancinelli 19 Punti 18 Triche Steele 12 Assist 4 Spanghero Amoroso 11 Rimbalzi 9 Baldi Rossi |                |                                       |                      |                            |
|                                                                                              |                |                                       |                      |                            |
| Mancinelli 19                                                                                | Punti          | 18 Triche                             |                      |                            |
| Steele 12                                                                                    | Assist         | 4 Spanghero                           |                      |                            |
| Amoroso 11                                                                                   | Rimbalzi       | 9 Baldi Rossi                         |                      |                            |

| Torino 25 maggio 2014, ore 18:00 UTC+2                                                       | Manital Torino | 82 – 85 (23-31, 46-48, 68-71) referto | Aquila Basket Trento | PalaRuffini (4.022 spett.) |
| Amoroso 29 Punti 28 Triche Steele 9 Assist 5 Triche Mancinelli , Steele 7 Rimbalzi 8 Pascolo |                |                                       |                      |                            |
|                                                                                              |                |                                       |                      |                            |
| Amoroso 29                                                                                   | Punti          | 28 Triche                             |                      |                            |
| Steele 9                                                                                     | Assist         | 5 Triche                              |                      |                            |
| Mancinelli, Steele 7                                                                         | Rimbalzi       | 8 Pascolo                             |                      |                            |

| Trento 28 maggio 2014, ore 20:30 UTC+2                                                            | Aquila Basket Trento | 69 – 67 (17-21, 32-36, 46-58) referto | Manital Torino | PalaTrento |
| Pascolo 22 Punti 14 Bowers Forray 5 Assist 5 Mancinelli Baldi Rossi 9 Rimbalzi 8 Amoroso , Bowers |                      |                                       |                |            |
|                                                                                                   |                      |                                       |                |            |
| Pascolo 22                                                                                        | Punti                | 14 Bowers                             |                |            |
| Forray 5                                                                                          | Assist               | 5 Mancinelli                          |                |            |
| Baldi Rossi 9                                                                                     | Rimbalzi             | 8 Amoroso, Bowers                     |                |            |

#### Capo d'Orlando - Verona
| Capo d'Orlando 17 maggio 2014, ore 21:15 UTC+2 | Upea Capo d'Orlando | 84 – 82 (21-20, 44-39, 57-50) referto | Tezenis Verona | PalaFantozzi (3.605 spett.) |

| Capo d'Orlando 19 maggio 2014, ore 21:15 UTC+2 | Upea Capo d'Orlando | 75 – 59 (21-13, 40-18, 60-47) referto | Tezenis Verona | PalaFantozzi (3.611 spett.) |

| Verona 22 maggio 2014, ore 20:45 UTC+2 | Tezenis Verona | 99 – 89 (24-22, 55-43, 68-61) referto | Upea Capo d'Orlando | PalaOlimpia (4.378 spett.) |

| Verona 24 maggio 2014, ore 20:45 UTC+2 | Tezenis Verona | 55 – 73 (13-17, 26-34, 39-54) referto | Upea Capo d'Orlando | PalaOlimpia (4.097 spett.) |

### Finale
La serie è al meglio delle 5 partite. L'ordine delle partite è: gara-1, gara-2 ed eventuale gara-5 in casa della meglio classificata; gara-3 ed eventuale gara-4 in casa della peggior classificata.

#### Trento - Capo d'Orlando
| Trento 1º giugno 2014, ore 18:00 UTC+2                                            | Aquila Basket Trento | 91 – 78 (34-25, 52-43, 73-60) referto | Upea Capo d'Orlando | PalaTrento (3.250 spett.) |
| Triche 21 Punti 24 Nicević Forray 4 Assist 5 Mays Baldi Rossi 8 Rimbalzi 8 Archie |                      |                                       |                     |                           |
|                                                                                   |                      |                                       |                     |                           |
| Triche 21                                                                         | Punti                | 24 Nicević                            |                     |                           |
| Forray 4                                                                          | Assist               | 5 Mays                                |                     |                           |
| Baldi Rossi 8                                                                     | Rimbalzi             | 8 Archie                              |                     |                           |

| Trento 3 giugno 2014, ore 20:30 UTC+2                                                 | Aquila Basket Trento | 74 – 69 (20-20, 40-42, 61-62) | Upea Capo d'Orlando | PalaTrento |
| Triche 23 Punti 27 Mays 3 giocatori 2 Assist 5 Mays Pascolo 10 Rimbalzi 10 Portannese |                      |                               |                     |            |
|                                                                                       |                      |                               |                     |            |
| Triche 23                                                                             | Punti                | 27 Mays                       |                     |            |
| 3 giocatori 2                                                                         | Assist               | 5 Mays                        |                     |            |
| Pascolo 10                                                                            | Rimbalzi             | 10 Portannese                 |                     |            |

| Capo d'Orlando 6 giugno 2014, ore 21:15 UTC+2                                          | Upea Capo d'Orlando | 75 – 90 referto  | Aquila Basket Trento | PalaFantozzi (3.613 spett.) |
| Nicević 22 Punti 43 Triche Mays 6 Assist 4 Forray , Triche Archie 7 Rimbalzi 7 Pascolo |                     |                  |                      |                             |
|                                                                                        |                     |                  |                      |                             |
| Nicević 22                                                                             | Punti               | 43 Triche        |                      |                             |
| Mays 6                                                                                 | Assist              | 4 Forray, Triche |                      |                             |
| Archie 7                                                                               | Rimbalzi            | 7 Pascolo        |                      |                             |

## Statistiche

### Totali
| Pos. | Nome               | Squadra    | Punti |
| ---- | ------------------ | ---------- | ----- |
| 1.   | Alexander Young    | Barcellona | 612   |
| 2.   | Alan Voskuil       | Biella     | 554   |
| 3.   | Damian Hollis      | Biella     | 529   |
| 4.   | Justin Ray Giddens | Brescia    | 529   |
| 5.   | Kyle Weaver        | Napoli     | 515   |

| Pos. | Nome               | Squadra | Rimbalzi |
| ---- | ------------------ | ------- | -------- |
| 1.   | Tyler Cain         | Forlì   | 332      |
| 2.   | Davide Pascolo     | Trento  | 298      |
| 3.   | Justin Ray Giddens | Brescia | 277      |
| 4.   | Mitchell Poletti   | Imola   | 255      |
| 5.   | Dane Diliegro      | Trieste | 244      |

| Pos. | Nome          | Squadra    | Assist |
| ---- | ------------- | ---------- | ------ |
| 1.   | Andre Collins | Barcellona | 192    |
| 2.   | Kelvin Parker | Trapani    | 153    |
| 3.   | Robert Fultz  | Brescia    | 128    |
| 4.   | Jerry Smith   | Verona     | 116    |
| 5.   | Kevin Dillard | Casale     | 114    |

### Medie Tiri
| Pos. | Nome               | Squadra    | 2 Pt |
| ---- | ------------------ | ---------- | ---- |
| 1.   | Davide Pascolo     | Trento     | 66,9 |
| 2.   | William Mosley     | Ferentino  | 64,3 |
| 3.   | Damian Hollis      | Biella     | 63,6 |
| 4.   | Stefano Mancinelli | Torino     | 61,4 |
| 5.   | Tommaso Fantoni    | Barcellona | 61,3 |

| Pos. | Nome           | Squadra      | 3 pt |
| ---- | -------------- | ------------ | ---- |
| 1.   | Ronald Steele  | Torino       | 52,4 |
| 2.   | Brett Blizzard | Veroli       | 47,5 |
| 3.   | Damian Hollis  | Biella       | 46,9 |
| 4.   | Davide Reati   | Verona       | 45,5 |
| 5.   | Ryan Hoover    | Trieste/Jesi | 45,9 |

| Pos. | Nome           | Squadra        | TL pt |
| ---- | -------------- | -------------- | ----- |
| 1.   | Ryan Bucci     | Ferentino      | 87,6  |
| 2.   | Andre Collins  | Barcellona     | 87,4  |
| 3.   | Timothy Black  | Napoli         | 85,1  |
| 4.   | Alan Voskuil   | Biella         | 84,8  |
| 5.   | Sandro Nicević | Capo d'Orlando | 82,1  |

## Verdetti
- Promosse in Serie A: Aquila Basket Trento e, tramite ripescaggio, Orlandina Capo d'Orlando
- Campione d'Italia Dilettanti: Aquila Basket Trento
- Retrocessa in Serie A2 Silver: Andrea Costa Imola Basket
- Ripescata: Fulgor Libertas Forlì[2]
- Vincitrice Coppa Italia DNA: Pallacanestro Biella